# سهره سیاه بال‌سفید
سهره سیاه بال‌سفید (نام علمی: Mycerobas carnipes) گونه‌ای سهره است که در افغانستان، پادشاهی بوتان، جمهوری خلق چین، هند، ایران، میانمار، نپال، پاکستان، روسیه، تاجیکستان، ترکمنستان و ازبکستان زندگی می‌کند. این پرنده ۲۱ سانتیمتر درازا دارد و با سر درشت، جثهٔ درشت و نسبتاً پر، منقار مخروطی و بزرگ به رنگ خاکستری تیره دم نسبتاً بلند و دمگاه زرد زیتونی دیده می‌شود. این پرنده در مناطق کوهستانی با جنگل‌های سرو کوهی در ارتفاع ۲۸۰۰ تا ۳۵۰۰ متری به سر برده و روی درختان سرو کوهی آشیانه می‌سازد. در ایران بومی و به تعداد اندک دیده می‌شود.